# زنبق ارومیه
زنبق ارومیه (نام علمی: Iris  barnumae)  یکی از گونه‌های سردهٔ زنبق است. ارتفاع گیاه ۲۰ سانتیمتر است. این گونه ابتدا در حوالی دریاچه وان در شرق ترکیه شناسایی گردید. اما به علت تنوع رنگ آن نام‌های آمیخته و مختلفی به این گونه داده شده‌است. 
این گونه در دو شکل و با رنگ‌های به‌طور اعجاب‌انگیزی مختلف دیده می‌شود. گل‌های ارغوانی قهوه‌ای آن به نام  (نام علمی: Iris  barnumae) و گل‌های زرد کم رنگ آن به نام (نام علمی: Iris  urumiensis) خوانده می‌شود. آویزهای آن ۳ و نیم تا ۷ سانتی‌متر عرض داشته و درفش‌های آن قدری بزرگتر از آویزها هستند. در تپه‌های خشک و دامنه‌های سنگلاخی و از ارتفاع  ۱۳۰۰ تا ۲۳۰۰ متری آذربایجان خصوصاً در اطراف دریاچه ارومیه یافت می‌شود. فصل گلدهی اردیبهشت تا خرداد است.